# Le terrificanti storie di zio Montague
Le terrificanti storie di zio Montague (titolo originale Uncle Montague's Tales of Terror) è un romanzo che contiene una serie di novelle, scritto da Chris Priestley nel 2007, con illustrazioni di David Roberts. La prima edizione italiana è stata tradotta da Chiara Manfrinato. Il romanzo è il primo volume della serie "Tales of Terror", ed è seguito da Le terrificanti storie del Vascello Nero.

## Trama
La vicenda che fa da cornice ai racconti è narrata in prima persona da Edgar. Il ragazzino saltuariamente percorre uno striminzito sentiero nel bosco vicino a casa, per fare visita all'anziano e misterioso zio Montague, nella sua casa tenebrosa e inquietante. Accolto con ospitalità dallo zio, Edgar è attratto dai molti curiosi oggetti che adornano il suo soggiorno. Lo zio trae spunto da ciascuno di questi oggetti, e intrattiene il nipote con una serie di novelle, tutte con ragazzi come protagonisti, tutte con una conclusione negativa, se non tragica.
Queste le storie dello zio Montague:
- ”Non salire” – Joseph non dà importanza all'avvertimento inciso sulla corteccia di un solitario olmo, che domina un pascolo vicino a casa, e si inerpica sui rami dell'albero, salendo sempre più in alto. Ma quando si trova nel fitto delle fronde, si accorge che qualcosa è uscito da un'apertura collocata alla base dell'albero ed ora sta rapidamente salendo verso di lui, rimasto senza vie di fuga;
- ”La non-porta” – Harriet, insieme alla signora Maud, si presta ad inscenare finte sedute spiritiche per truffare vecchie signore credulone, finché nell'antica casa della signora Barnard non si imbatte in Margaret, che lei crede sia la figlia della proprietaria. La strana bambina accompagna Harriet attraverso la soglia di una porta da cui non c'è ritorno;
- ”La scultura del demone” – Thomas ruba ad un rigattiere una statua raffigurante un demone, senza rendersi conto d'aver liberato l'uomo da una terribile maledizione che ora grava su di lui. Il demone inizia a dettargli azioni terribili a danno delle persone che vivono con lui, e il ragazzo non può fare nulla per resistere alla sua influenza nefasta né per liberarsi della statua;
- ”Le offerte” – Robert, figlio del nuovo parroco, il reverendo Sackwille, si annoia nella nuova casa dove lui e la famiglia sono andati a vivere. Aspetta con ansia di poter tornare a scuola, finché non conosce un nuovo strano amico che vive nel giardino di casa. Lui lo vede come un altro ragazzino, ma per le altre persone è più simile ad un feroce animale. La madre di Robert viene a sapere che il precedente parroco era accusato di interessarsi di demonologia. Ma l'informazione arriva troppo tardi per salvarsi da quella minaccia.
- ”La potatura invernale” – Il perfido Simon si diverte a tormentare l'anziana e cieca Mamma Tallow, che in paese molti credono sia una strega. Le leggende hanno spesso un fondo di vero, e Simon scopre questa regola quando si intrufola nella casa dell'anziana per rubarle dei soldi. Non uscirà mai più da quel giardino, dove la vecchia passa il tempo a potare i suoi alberi di mele.
- ”La cornice dorata” – Christina è una ragazzina viziata. Commette l'errore di esternare i suoi perfidi propositi ad un quadro che la mamma ha comprato al mercato dell'usato, senza accorgersi che in realtà si tratta di uno specchio magico, capace di esaudire nel modo più tragico i suoi infami desideri.
- ”Il Jinn” – Durante un viaggio in Turchia il giovane Francis si annoia a seguire il padre, illustratore di libri, e così si mescola con i ragazzi di un villaggio, senza capire i loro avvertimenti, quando cercano di metterlo in guardia dall'imprevedibile aggressione di un “genio” di quelle terre, un mostro che si presenta nell'ingannevole ed innocente aspetto di una bimbetta solitaria.
- ”Una storia di fantasmi” – Durante un matrimonio, Victoria gioca a nascondino con una nuova amica, senza immaginare che la bimba è in realtà un fantasma, vittima molti anni prima della follia del precedente proprietario della casa.
- ”Il sentiero” – Il giovane Matthew decide di lasciare la sua famiglia, che vive in un piccolo villaggio sperso tra le colline. Parte di nascosto all'alba e si incammina tra le alture, accorgendosi poco dopo di essere seguito da una strana figura deforme. L'ombra lo insegue da vicino, mentre una tempesta rende invisibile il sentiero.
- ”Zio Montague” – Quando anche l'ultimo tragico racconto si conclude, per Edgar è ora di accomiatarsi dallo zio. La strada verso casa è ormai buia, e lungo il percorso il ragazzino viene avvicinato dalle ombre silenziose di altri bambini, che lo spaventano. Per fortuna lo zio accorre in suo aiuto e svela ad Edgar che quei bambini sono le anime degli sfortunati protagonisti delle sue storie, che lui è condannato ad accudire per espiare le sue colpe passate, quando la casa dove vive era una scuola di cui lui era il preside.

## Personaggi principali
- Edgar, (il protagonista e narratore della storia) è un ragazzino intraprendente e curioso
- Zio Montague, enigmatico vicino di casa del protagonista

## Edizioni
- Chris Priestley, Le terrificanti storie di zio Montague, traduzione di Chiara Manfrinato, Grandi Tascabili Contemporanei, collana Narrativa, Newton Compton Editori, 2011,  p. 192, ISBN 978-88-541-2988-7.